# Tivat
Tivat (chirilic: Тиват; în italiană: Teodo) este un oraș din Muntenegru, reședință a comunei cu același nume. Conform datelor de la recensământul din 2003, orașul are 9.467 de locuitori.

## Demografie
| An        | 1948 | 1953 | 1961 | 1971 | 1981 | 1991 | 2003 |
| --------- | ---- | ---- | ---- | ---- | ---- | ---- | ---- |
| Populație | 2483 | 2835 | 3368 | 4225 | 6280 | 8230 | 9467 |

În 2010, populația orașului Tivat era estimată la 10.155 de locuitori.